# Brouwersdam
Koordinaten: 51° 46′ 0″ N, 3° 51′ 36″ O

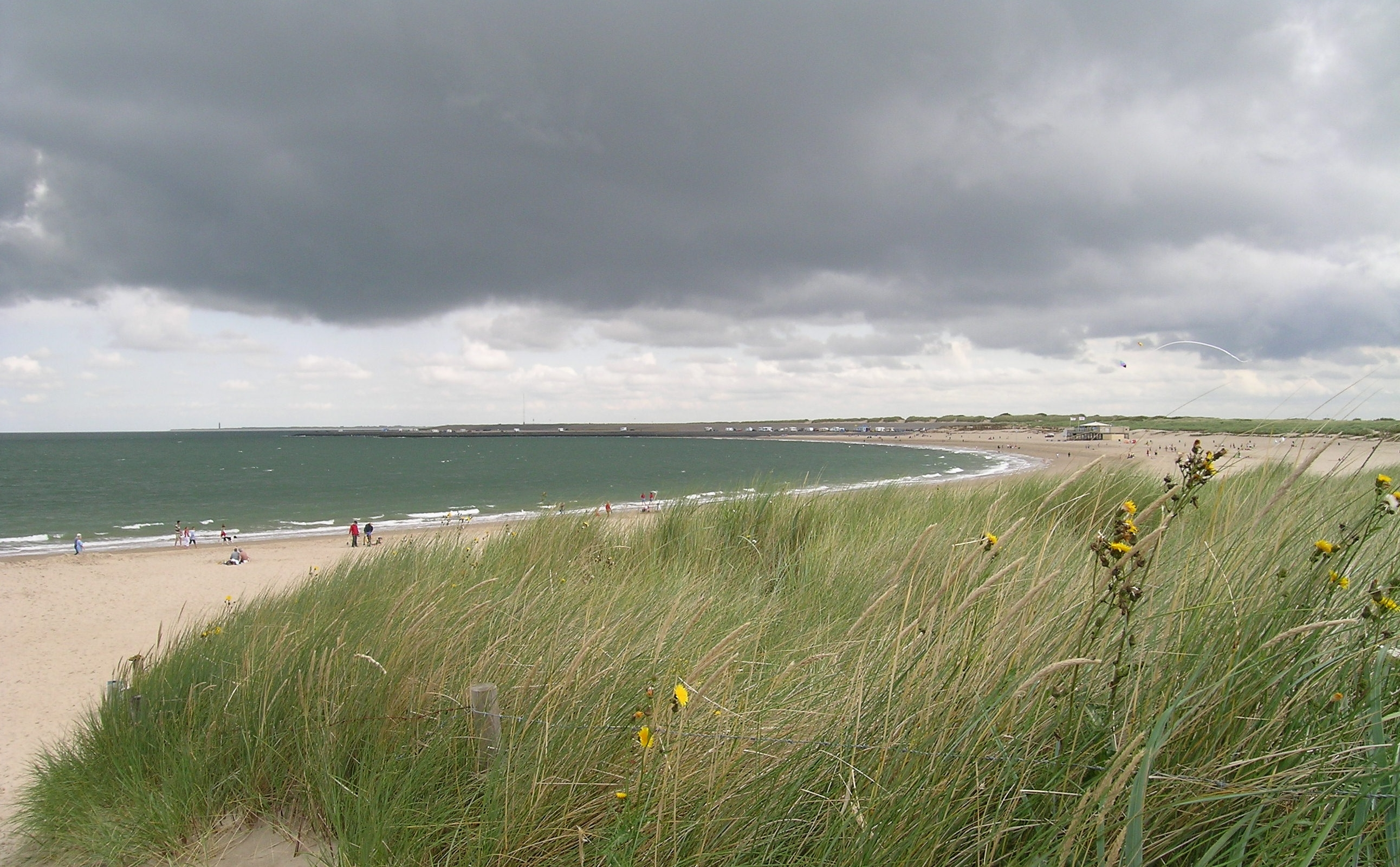
Der Brouwersdam bei Scharendijke

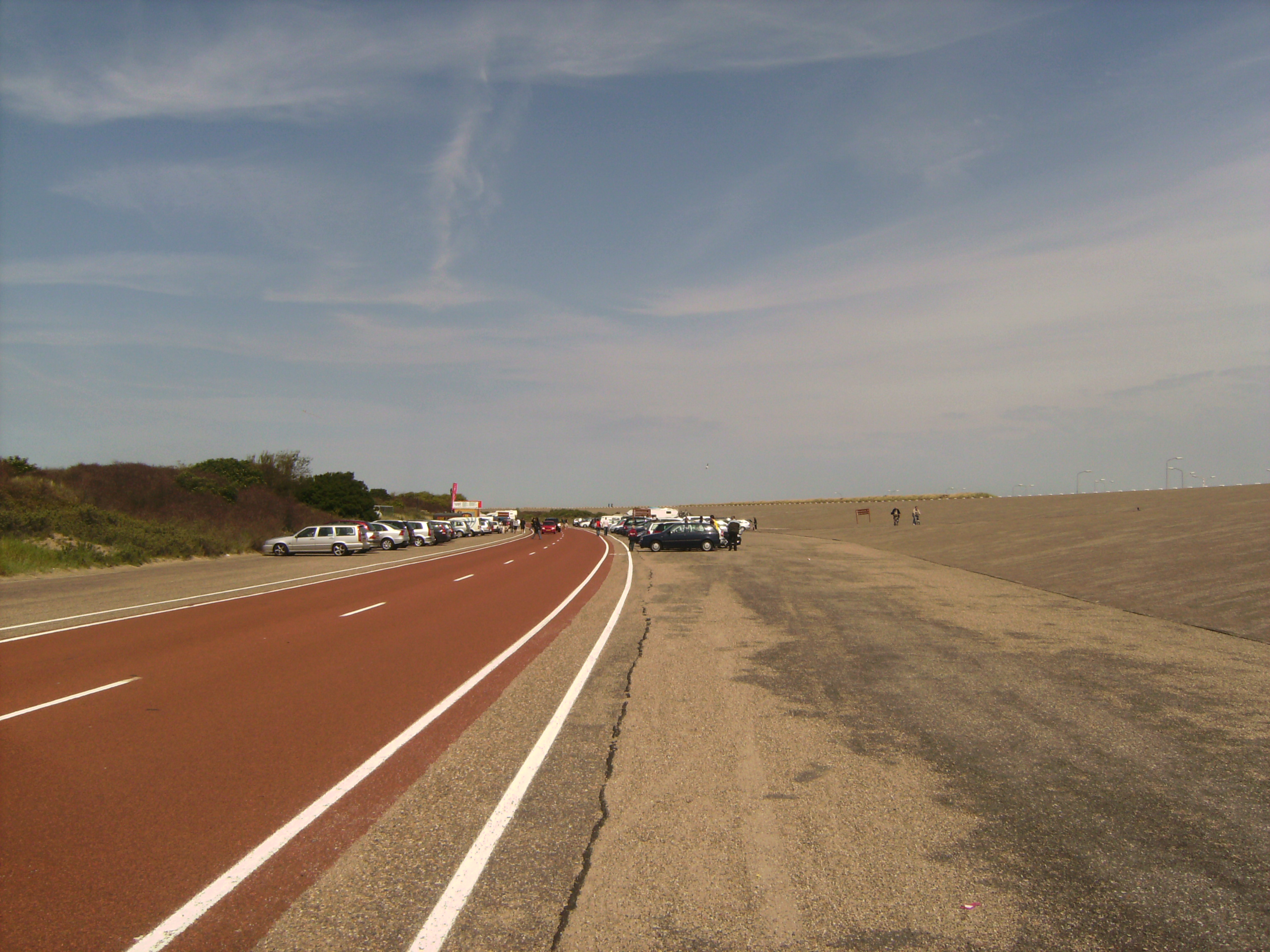
Brouwersdam

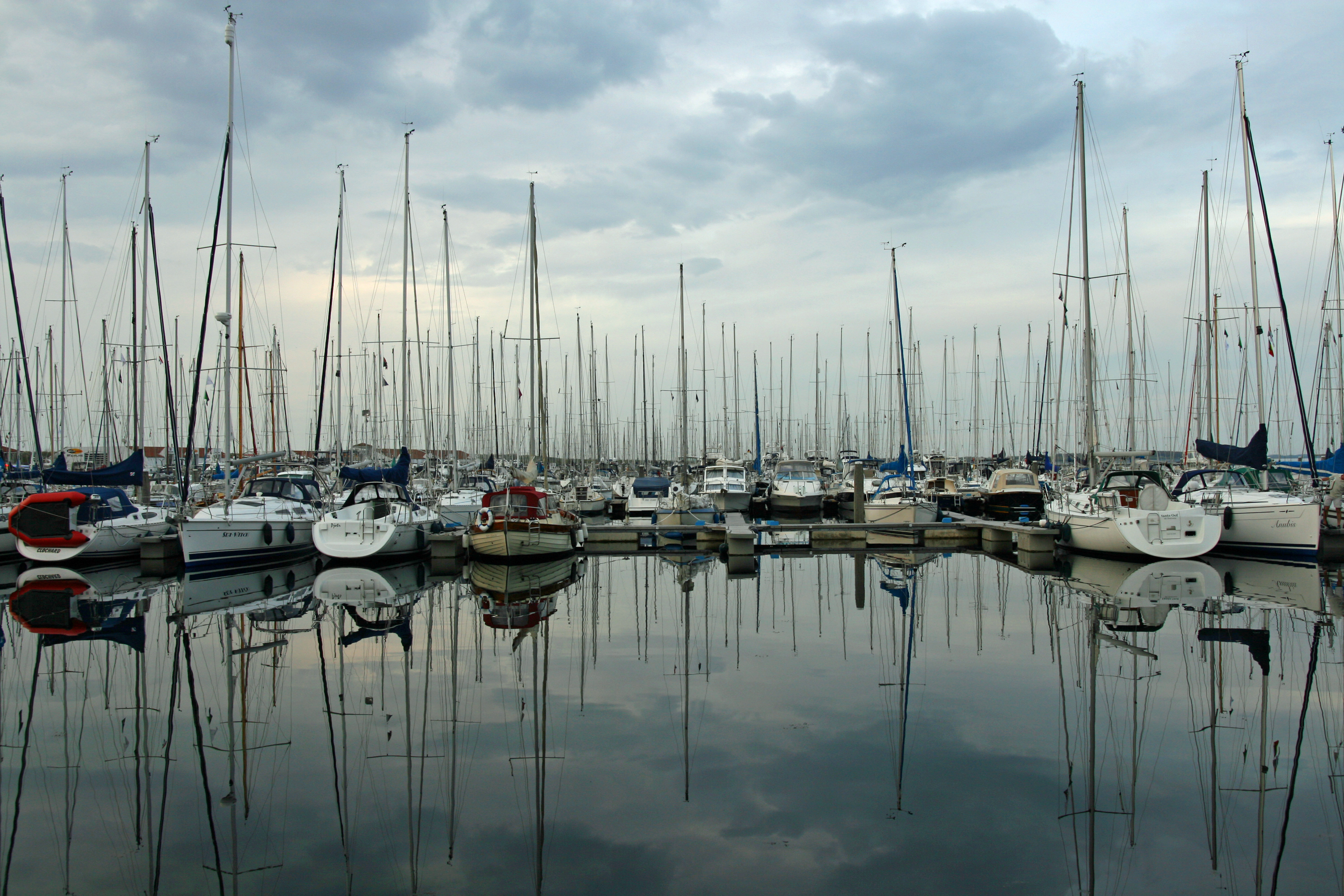
Yachthafen Port Zélande de Marina

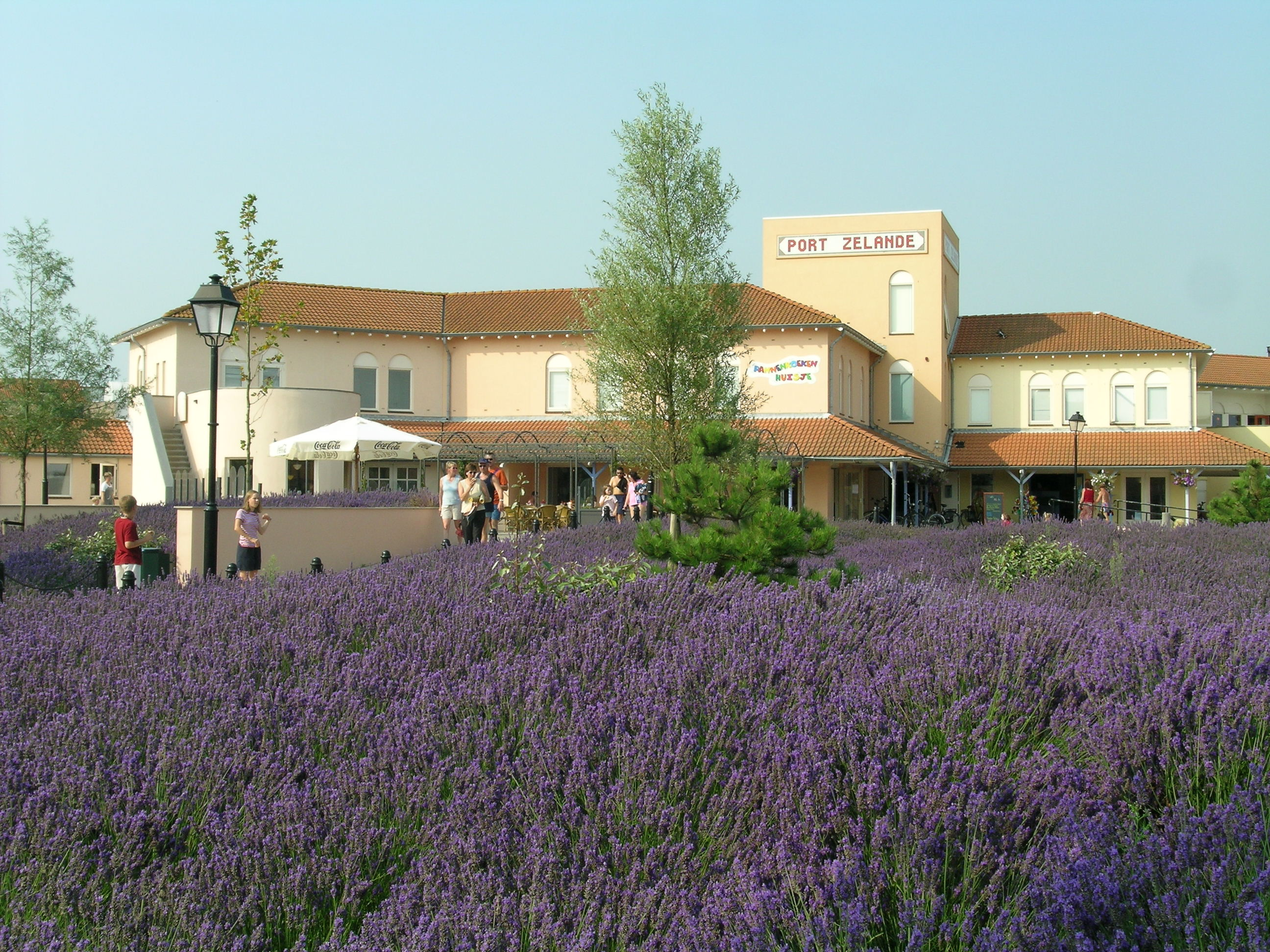
Bungalowpark Port Zélande

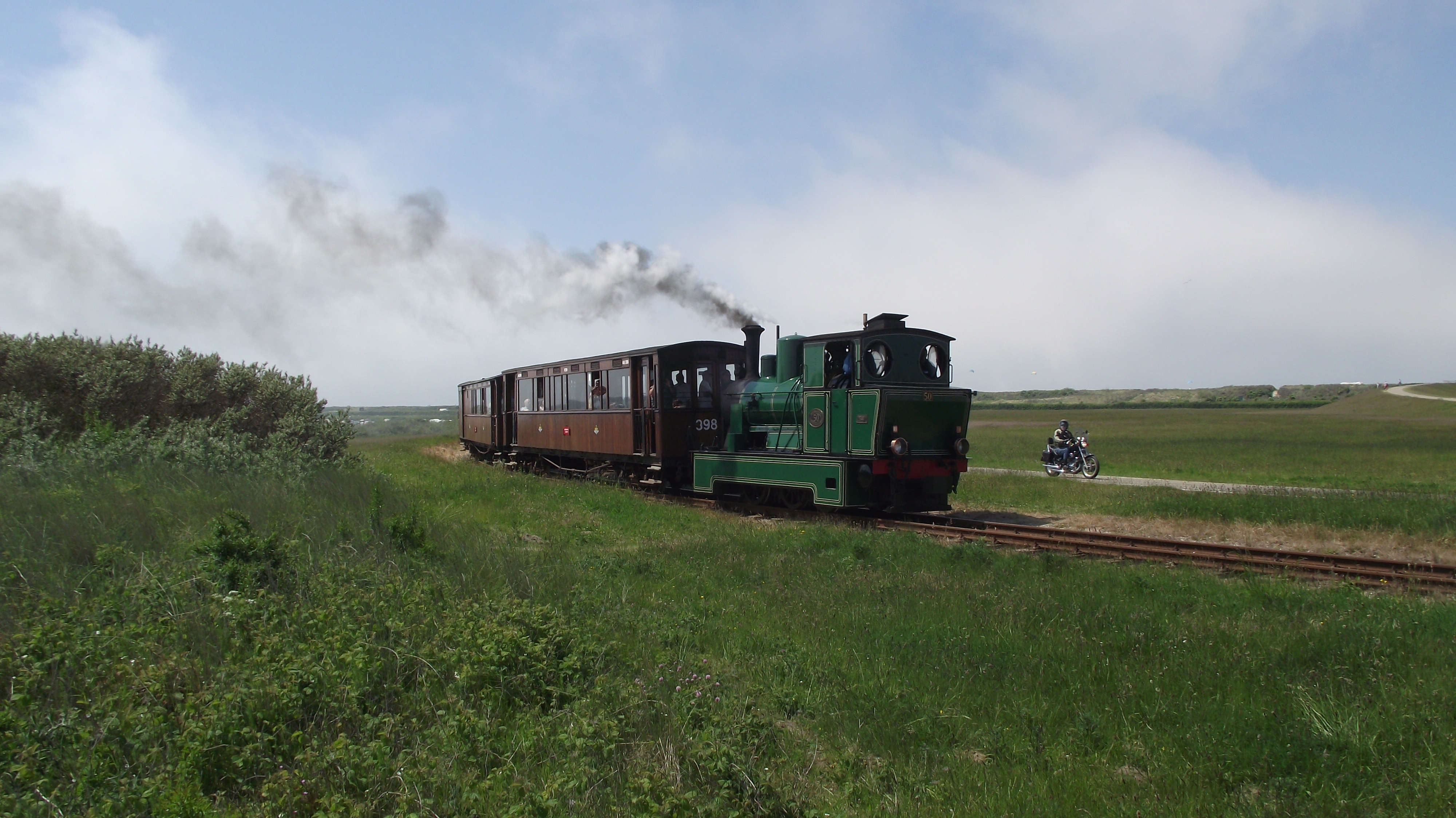
Museumszug mit Dampflokomotive

Der Brouwersdam ist das siebte Bauwerk der Deltawerke in den Niederlanden. Er schließt das Brouwershavense Gat (deutsch Brouwershavener Loch) ab. Durch den Abschluss am Brouwersdam und den Bau des Grevelingendam bei Bruinisse entstand das Grevelingenmeer.

## Geschichte
Mit dem Bau des sechs Kilometer langen Damms wurde im Jahr 1962 begonnen. Der Seearm zwischen Goeree-Overflakkee und Schouwen-Duiveland war hier bis zu 30 Meter tief. Der Brouwersdam wurde 1971 fertiggestellt und ist Teil des Rijksweg 57, auch Nationalstraße N 57 genannt. Danach wurde noch ein Siel in den Damm eingebracht, das auch als Fischpass dient. Dieses wurde am 1. Juni 1978 fertiggestellt.

## Tourismus
Etwa in der Mitte des Damms befindet sich der Bungalowpark Port Zélande.
Der Brouwersdam bietet auf der Seeseite über seine gesamte Länge einen ungehinderten Zugang zum Meer, zum großen Teil mit einem feinkörnigen Sandstrand.
Zudem verkehren an einigen Tagen Museumszüge der Stichting voorheen RTM über die eigene Strecke auf dem Brouwersdam.
Der Brouwersdam ist seit den frühen 1980er Jahren als Windsurf-Revier bekannt. So wurde an der Kabbelaarsbank bereits Ende der 1980er eine provisorische Surfschule und 1993 eine stationäre Surfschule eröffnet. Das Gebiet Kabbelaarsbank gilt als sehr beliebter Spot für Wassersportler aus den Niederlanden, Belgien und Nordrhein-Westfalen. Auch auf der Nordseeseite bieten sich die Möglichkeiten des Windsurfens, Kitesurfen und Strandbuggyfahren. Kitesurfen ist nur in einem ausgeschilderten Bereich auf dieser Seite des Damms erlaubt.